# Клековкін Олександр Юрійович
Олександр Юрійович Клековкін (нар. 26 грудня 1953, Київ, УРСР) — український театрознавець, мистецтвознавець, театральний педагог, режисер. Член-кореспондент Національної академії мистецтв України (2017). Заслужений діяч мистецтв України (2002).

## Життєпис
Народився 26 грудня 1953 року в місті Києві, в родині лікарів. Дід по матері, Микола Шараєвський, був лікарем київської Олександрівської лікарні. Лікарем була також бабуся Ольга Рудольфівна Лемпке і мама Алла Миколаївна Шараєвська. Закінчивши київську середню школу № 92 в 1970 році, в тому ж році вступив до Київського державного інституту культури ім. О. Є. Корнійчука (спеціальність — керівник самодіяльного театрального колективу, художній керівник курсу — Геннадій Макарчук). Після закінчення інституту працював асистентом режисера на студії «Укртелефільм». Паралельно вступив до Київського державного інституту театрального мистецтва ім. І. К. Карпенка-Карого (КГІТІС) на спеціальність — режисура драми (керівник курсу — Володимир Судьїн). Після закінчення навчання в 1979 році працював режисером-постановником в Київському обласному музично-драматичному театрі ім. П. К. Саксаганського в місті Біла Церква.
У 1986 році закінчив асистентуру-стажування на кафедрі режисури Г. О. Товстоногова (ЛДІТМіК, керівник — М. Сулімов).
Пробував себе в драматургії: автор дев'яти п'єс, в період з 1990 по 1994 п'єси йшли в Житомирі та Херсоні (в театрі ляльок і в Херсонському обласному академічному музично-драматичному театрі ім. М. Куліша).
Працював в репертуарно-редакційній колегії по драматургії Міністерства культури УРСР з 1989 по 1991 рр.
Активно працював як театральний критик, журналіст (псевдоніми: Олександр Журавлина, Ілько Ґедзь, Олександр Бабе і ін.). Був редактором відділу журналу «Український театр», заступником головного редактора журналу «Вісник податкової служби України». Автор великої кількості статей, зокрема для газети «День».
Обіймав посаду начальника Науково-організаційного управління Національної академії мистецтв України (до 2009 року).
Викладач кафедри режисури спершу Київського державного інституту культури ім. О. Є. Корнійчука (1982 г.), пізніше кафедри режисури (1986 рік) і кафедри театрознавства (2004) Київського національного університету театру, кіно і телебачення ім. І. К. Карпенка-Карого. Сьогодні викладає такі дисципліни як «Історія режисури», «Історія західноєвропейського театру», «Теорія драми», «Історія театральних термінів», «Текст — контекст — інтертекст», «Історіографія театру» та ін. Також викладає в Національній музичній академії України імені П. І. Чайковського (дисципліни: теорія драми, історія режисури).
Головний науковий співробітник Інституту проблем сучасного мистецтва НАМ України (з 2011 р), завідувач відділом науково-творчих досліджень, інформації та аналізу НПСЧ НАМ України (з 2012 р.), з 2017 р. — завідувач відділом теорії і історії культури.
Олександр Клековкін доктор мистецтвознавства за спеціальностями «теорія та історія культури», «театральне мистецтво», професор. Кандидатську дисертацію (тема — «Подієво-видовищне мислення в структурі режисерської діяльності», науковий керівник — О. Я. Ремез) захистив в 1991 році в Москві, в ВНДІ мистецтвознавства. Докторську дисертацію (тема — «Сакральний театр у генезі театральних систем») захистив у 2003 році в Києві, в НМАУ ім. П. І. Чайковського.
Основні наукові інтереси Олександра Клековкіна: історія і методологія режисури і театрознавства; історія театральної термінології; історіографія театру.

## Режисерські роботи
Київський академічний обласний музично-драматичний театр імені П. К. Саксаганського
- 1979 — «Дорога з Чорного царства» за п'єсою Альберта Вербеці
- 1979 — «Прощання в червні» за п'єсою Олександра Вампілова
- 1980 — «Маленький катеринщик» за п'єсою Льва Устинова
- 1980 — «Син Таращанського полку» за п'єсою Петра Панча
- 1981 — «Квадратура кола» за п'єсою Валентина Катаєва

## Нагороди
- Заслужений діяч мистецтв України (2002).
- Лауреат премії Спілки театральних діячів України в сфері театральної критики і театрознавства (1993, 2002).
- Лауреат Державної премії ім. І. П. Котляревського (2001).
- Лауреат премії «Книга року» (2002).
- Почесна грамота Міністерства культури і туризму України, ЦК Профспілки працівників культури України (2008).
- Почесна грамота Київського міського голови (2008).
- Срібна медаль Академії мистецтв України (2011).
- Почесна грамота Верховної Ради України (2013).
- Золота медаль Академії мистецтв України (2016).